# 쩍벌남

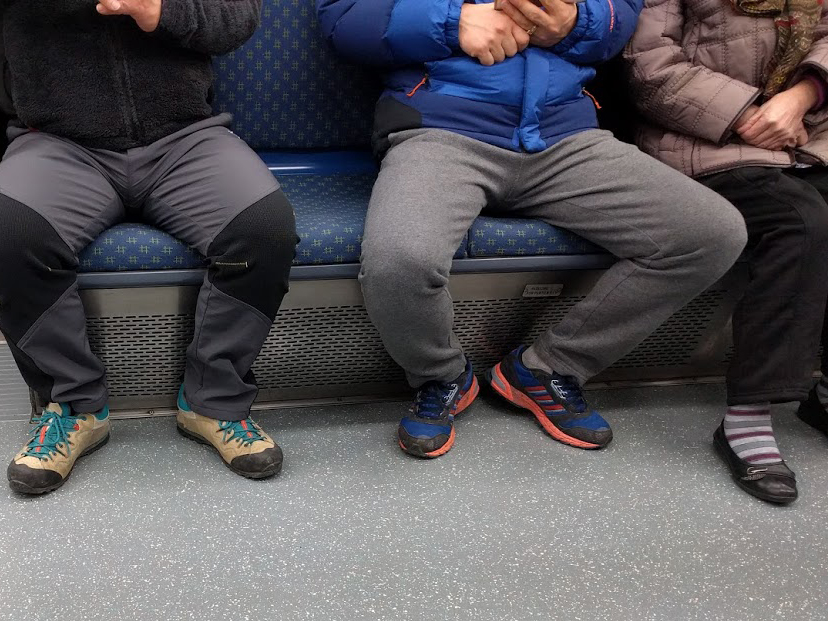
부산 도시철도 1호선에서 촬영한 쩍벌남의 예시. 다리를 벌리고 앉은 왼쪽과 가운데 남성 두 명으로 인해 빈 자리에 앉을 수 없고, 오른쪽의 여성이 불편하게 앉아 있다.

쩍벌남(-男)은 '다리를 쩍 벌리고 앉는 남자'의 준말로, 대중 교통에서 다리를 넓게 벌리고 앉아 다른 자리를 침범해 옆 사람을 불편하게 하는 행위를 하는 사람을 말한다. 영미권에서는 "manspreading", 또는 "man-sitting"이라는 단어가 쓰이고 있으며, 이 자세와 단어 사용이 인터넷 상에서의 비평을 초래하여 미국과 영국, 캐나다, 튀르키예에서 논쟁이 되고 있다. 2015년 8월 옥스포드 영어사전에 등재되었다.
대한민국에서 쩍벌남이라는 단어 자체는 2000년대 중반부터 등장했으나, 쩍벌남이 하는 행위에 대한 비판은 여권 신장과 남녀평등의 개념이 대두된 1930년대 일제강점기 조선에서부터 이미 시작되었다. 2008년 한 설문조사에서는 지하철에서 가장 매너 없는 행동 유형 1위에 쩍벌남이 꼽혔다.

## 원인과 부작용
쩍벌남의 원인은 불명확하며, 연구에 따른 몇 가지 요인들이 제시되고 있다. 온돌 바닥에 앉는 한국식 좌식생활을 하는 사람은 서구식 좌식생활을 하는 사람보다 쩍벌남인 경우가 1.7배 높다. 나이가 든 사람일수록 근력이 떨어져 상체를 곧게 펴고 다리를 모으는 자세가 힘들어져 쩍벌남의 비율이 높다.
쩍벌남 자세는 건강에 나쁜 부작용을 유발할 수 있다. 어깨 너비 이상 다리를 벌려 앉는 습관은 골반 관절을 벌어진 상태로 고착화시킨다. 또한, 허벅지 안쪽 근육은 늘어나고 다리를 밖으로 당기는 둔부 근육은 짧아지는 근육 변형을 일으킬 수 있다. 이 때문에 근육이 불편해 계속해서 다리를 벌려 앉게 된다. 쩍벌남은 엉덩이를 밖으로 빼고 허리를 반쯤 기대어 눕듯이 앉아 있는 경우가 많으며, 이 같은 자세는 척추 모양을 변형시켜 척추 질환을 유발한다.
널따랗게 앉는 행위는 남성이 우월함을 나타내는 신호이자 성적인 매력을 과시하는 것일 수 있다. UC 버클리 박사과정 연구원 타냐 바차커크셈숙은 남자가 다리와 팔을 밖으로 벌려 앉을 때 성적으로 더욱 매력적으로 보인다는 연구 결과를 발표하였다. 그녀는 사진을 이용한 연구를 통해 여성 관찰자 중 87%가 벌린 모습의 남성 사진에 흥미를 느낌을 발견했다. 다른 연구자에 따르면, 여성이 벌린 자세를 할 경우에는 "취약함"이 나타나 효과적이지 않다.

## 대처
뉴욕 대도시권의 메트로폴리탄 트랜스포테이션 오소리티(MTA)와 시애틀의 사운드 트랜싯은 버스와 열차가 붐벼서 다른 승객들이 서있어야 할 때 올바른 자세로 앉아있을 것을 권장하는 캠페인 포스터를 부착하였다. 필라델피아와 시카고, 워싱턴 D.C.의 교통 공무원은 쩍벌남에 대한 불평에 대해 특별히 언급하지 않았다. 토론토 교통국은 여분의 자리에 가방을 올려놓는 행위와 같은 에티켓 문제에 대한 불평은 있었지만, 쩍벌남에 대한 불평을 알지 못했다고 말했다. MTA 캠페인은 "어이, 벌리지 말아 줘!(Dude, stop the spread please!)"와 같은 슬로건으로 진행되었다. 쩍벌남을 발견한 사람이 무단으로 쩍벌남의 사진을 촬영하여 인터넷에 올리는 일부 사례도 있다.
대한민국에서는 서울메트로에서 지하철 에티켓 안내를 통해 쩍벌남 자세를 자제하도록 하고 있다. 광운대 공공소통연구소는 두 발을 모으고 앉을 수 있는 스티커를 좌석 아래에 부착하는 캠페인을 수도권 전철 3호선에 시범 운행하였다.

## 논쟁
쩍벌남에 대한 비판과 캠페인에 대해 비슷한 행동을 하는 여성, 예를 들어 옆 자리에 가방을 올려놓는 "쉬배깅(she-bagging)" 등에 대한 언급은 없다는 반대 비판도 존재한다. 쩍벌남을 둘러싼 논쟁에 대해 자유주의자 캐시 영은 "그 중요도에 상관없이 무례한 남성에 편견을 갖게 하는 가짜 페미니즘"이라고 주장하였다. 트위터 캠페인이었던 해시태그 #맨스프레딩(manspreading)은 #쉬배깅(shebagging)이 따라붙었다. 지하철과 버스, 다른 대중교통에서 쩍벌남의 사진을 촬영해 온라인에 올리는 행위는 온라인 조리돌림의 한 형태로 볼 수 있다.
대한민국에서 쩍벌남에 대한 논쟁은 1990년대 후반부터 계속해서 이어져왔다. 일부 남성들은 쩍벌남에 대한 비판에 대해 신체 구조상 의도하지 않게 다리가 벌려질 수밖에 없다고 주장한다. '다리를 꼬아 앉는 여자'의 준말인 "다꼬녀"가 등장하기도 하였다.

## 같이 보기
- 맨스플레인
- 여성혐오